# 情人節 (馬)
情人節，是日本純種競賽馬匹。生涯活躍於一哩及中距離賽事，曾勝出花仙錦標、京都牝馬錦標及愛知盃，亦於優駿牝馬（日本橡樹大賽）、維多利亞一哩賽及女皇伊利沙伯二世盃中跑獲季軍。

## 出賽前
2002年1月28日出生於北海道早來町（今安平町）北部牧場，成長途中於一口馬主俱樂部Carrot Farm Co. Ltd.進行馬主募集。

## 競賽生涯

### 2歲
2004年12月12日出戰阪神競馬場2歲新馬戰，維持於中團位置下在直路一舉衝出，最終以 1 3/4馬位優勢取得首勝。

### 3歲
2005年首戰為條件戰白梅賞，繼續採取居中戰術下於直路爆發出優秀的末腳速度，最終成功超越所有對手並拉開第二名的賽駒2馬位獲勝。
3月5日挑戰鬱金香賞，雖然比賽初段進佔中團位置穩步推進，但於直路上僅能維持均速，最終跑獲第七的戰績。
1星期後為求取得櫻花賞的優先出賽權而連鬥雌馬賽，選擇留後下雖然於通過彎道時候提早取位並在直路不斷衝刺，但仍然敗於前方的萊茵力量、Daring Heart及Air Messiah取得第四。
由於未能獲得優先出賽權以及獎金不足，其放棄櫻花賞並以花仙錦標作為目標。比賽開始後，其緩慢地維持於最後方的位置等待時機，通過第三彎道後逐步加速上前望空。進入直路後，其於外檔位置展開追逐，進入全速狀態下成功跑出全場最快末腳速度，最終以頸位優勢壓贏對手取得首個分級賽冠軍。
其後按照計劃出戰優駿牝馬（日本橡樹大賽），維持於中團靠後位置推進下於第四彎道開始發力取位，並一直尋找有利的加速位置。進入直路後，其嘗試於中檔位置突圍並準備加速，雖然跑出不俗的勢頭，但於最後彎頭仍被西沙里奧及Air Messiah壓制，以第三的戰績完賽。
賽後原定和廄侶西沙里奧一同遠征美國出戰美國橡樹大賽，但於骨折下未能成行並進入休養

### 4歲
2006年以京都金盃作為首戰，但於其中僅跑獲第六的戰績，其後出戰京都牝馬錦標亦以第五落敗。
3月12日出戰中山牝馬錦標，比賽初段在處於中團位置的情況下於入彎時放慢節奏墮後，於最後彎道開始加速重新上前，但未能對前方的Yamanin Sucre的造成威脅下跑獲第二。
4月轉戰混合賽事，以讀賣盃作為目標。比賽開始後，其一直維持於約莫第六的位置展開推進，並於比賽途中一直處於有遮擋的狀態。進入直路後，其隨即抽出中檔位置望空衝刺，但於中後段逐漸被前方的大和主將及隨心起舞拉開，最終以第三落敗。
5月返回雌馬限定賽事挑戰一級賽維多利亞一哩賽，本次比賽其採取居中戰術，於第九左右的位置穩步推進，但於最後彎道時候經已有動作。進入直路後，其繼續以不俗的姿態展開衝刺，但被同樣位置的Air Messiah壓制下亦未能追上前方的隨心起舞，最終取得第三。
稍為休養後於秋季復出出戰產經賞，比賽初段以較為主動的方式進佔中團的位置，於通過彎道進入直路時嘗試加速透出，可惜最終未能追上各有千秋和大宇宙下以第三完賽。
其後出戰府中牝馬錦標，繼續以居中戰術展開賽事，在比賽途中一直維持沉穩的狀態，未有太大的上前動作。進入直路後，其於外檔位置成功尋找到加速點並逐步侵蝕前方的賽駒，可惜於最後一步仍然未能壓過Daring Heart及Sanrei Jasper，取得第三的戰績。
11月出戰秋季的大目標女皇伊利沙伯二世盃，維持於中團位置下嘗試於直路突圍，未能進入全速狀態下最終以第四衝線。然而由於第一名衝線的川上公主於審議中被指出存在妨礙行為而貶至第十二，情人節獲遞補成為第三，因而其連續五場賽事均跑獲第三的戰績。
其後陣營決定安排其遠征香港出戰香港盃，但於比賽途中未能由中團位置衝出，最終僅跑獲第七的戰績。

### 5歲
2007年1月出戰京都牝馬錦標作為年度首戰，保持於中後方的有利位置下在最後彎道逐步透出，進入直路後一舉加速超越前方所有賽駒，最終以4馬位的優勢取得時隔1年9個月的勝利。
4月7日出戰阪神牝馬錦標，本次比賽一反以往做法採用前置戰術維持於第三左右，然而於進入直路後稍為力弱，最終被歡欣起舞及Agnes Raspberry超越取得第三。
其後繼續於一哩戰線中征戰，但出戰維多利亞一哩賽未能順利加速僅跑獲第六，於安田紀念更以第十四大敗。
7月其再度進行遠征，目標為美國的奇斯高一哩賽。比賽開始後，其重新採取留後的戰術於隊伍最後方位置等待時機，然而於直路上無法順利衝刺突破，最終以第五落敗。
回國後，其先出戰府中牝馬錦標及在以維多利亞一哩賽作為目標，雖然未能獲勝，但均跑獲第四的入板戰績。
年末出戰三級賽愛知盃，比賽途中以穩定的節奏一直維持於中團有利位置，於直路上成功突圍並開始衝刺，最終以1/2馬位壓贏同樣維持加速的西野掌珠取得第三個分級賽冠軍。

### 6歲
2006年年初出戰京都金盃及小倉大賞典，但狀態下滑下均以兩位數戰績落敗。
其後，其因為一口馬主俱樂部Carrot Farm Co. Ltd.旗下雌馬必須於6歲3月前退役的規例，在3月5日取消日本中央競馬會的賽駒註冊。

### 詳細賽績
| 日期       | 舉辦國家/地區 | 馬場     | 距離   | 級別   | 賽事名稱           | 負重 | 騎師     | 馬號 | 出馬 | 名次 | 時間   | 頭馬（二馬）        |
| ---------- | ------------- | -------- | ------ | ------ | ------------------ | ---- | -------- | ---- | ---- | ---- | ------ | ------------------- |
| 12/12/2004 | 日本          | 阪神     | 草1600 |        | 2歲新馬            | 54   | 武幸四郎 | 14   | 14   | 1    | 1:36.1 | （Marubutsu Light） |
| 15/1/2005  | 日本          | 京都     | 草1600 |        | 白梅賞             | 54   | 安藤勝己 | 11   | 13   | 1    | 1:36.5 | （Air Messiah）     |
| 3/5/2005   | 日本          | 阪神     | 草1600 | GIII   | 鬱金香賞           | 54   | 安藤勝己 | 13   | 15   | 7    | 1:36.1 | Eishin Tender       |
| 13/3/2005  | 日本          | 阪神     | 草1400 | GII    | 雌馬賽             | 54   | 安藤勝己 | 13   | 15   | 4    | 1:21.3 | 萊茵力量            |
| 24/4/2005  | 日本          | 東京     | 草2000 | GII    | 花仙錦標           | 54   | 武豐     | 15   | 15   | 1    | 2:01.8 | （Race Pilot）      |
| 22/5/2005  | 日本          | 東京     | 草2400 | GI     | 優駿牝馬           | 55   | 戴崇謀   | 9    | 18   | 3    | 2:28.9 | 西沙里奧            |
| 5/1/2006   | 日本          | 京都     | 草1600 | GIII   | 京都金盃           | 54   | 武豐     | 4    | 16   | 6    | 1:34.4 | Big Planet          |
| 29/1/2006  | 日本          | 京都     | 草1600 | GIII   | 京都牝馬錦標       | 54   | 武豐     | 6    | 16   | 5    | 1:33.9 | Meine Samantha      |
| 12/3/2006  | 日本          | 中山     | 草1800 | GIII   | 中山牝馬錦標       | 55   | 岩田康誠 | 4    | 16   | 2    | 1:48.0 | Yamanin Sucre       |
| 15/4/2006  | 日本          | 阪神     | 草1600 | GII    | 讀賣盃             | 55   | 岩田康誠 | 3    | 11   | 3    | 1:36.5 | 大和主將            |
| 14/5/2006  | 日本          | 東京     | 草1600 | GI     | 維多利亞一哩賽     | 55   | 岩田康誠 | 13   | 18   | 3    | 1:34.4 | 隨心起舞            |
| 24/9/2006  | 日本          | 中山     | 草2200 | GII    | 產經賞             | 55   | 岩田康誠 | 10   | 15   | 3    | 2:12.1 | 各有千秋            |
| 15/10/2006 | 日本          | 東京     | 草1800 | GIII   | 府中牝馬錦標       | 55   | 北村宏司 | 8    | 16   | 3    | 1:47.5 | Daring Heart        |
| 12/11/2006 | 日本          | 京都     | 草2200 | GI     | 女皇伊利沙伯二世盃 | 56   | 岩田康誠 | 11   | 15   | 3    | 2:11.7 | 火神                |
| 10/12/2006 | 香港          | 沙田     | 草2000 | GI     | 香港盃             | 55.5 | 福永祐一 | 11   | 12   | 7    | 2:02.4 | 自豪                |
| 28/1/2007  | 日本          | 京都     | 草1600 | GIII   | 京都牝馬錦標       | 54   | 岩田康誠 | 4    | 16   | 1    | 1:33.0 | （Winglet）         |
| 7/4/2007   | 日本          | 阪神     | 草1400 | GII    | 阪神牝馬錦標       | 55   | 岩田康誠 | 5    | 10   | 3    | 1:21.0 | 歡欣起舞            |
| 13/5/2007  | 日本          | 東京     | 草1600 | JpnI   | 維多利亞一哩賽     | 55   | 岩田康誠 | 2    | 18   | 6    | 1:32.8 | 戀曲                |
| 3/6/2007   | 日本          | 東京     | 草1600 | GI     | 安田紀念           | 56   | 岩田康誠 | 14   | 18   | 14   | 1:33.3 | 大和主將            |
| 6/7/2007   | 美國          | 聖雅尼塔 | 草1600 | GII    | 奇斯高一哩賽       | 55   | 岩田康誠 | 9    | 9    | 5    | 1:33.5 | Lady of Venice      |
| 14/10/2007 | 日本          | 東京     | 草1800 | GIII   | 府中牝馬錦標       | 55   | 横山典弘 | 7    | 16   | 4    | 1:45.9 | Daring Heart        |
| 11/11/2007 | 日本          | 京都     | 草2200 | GI     | 女皇伊利沙伯二世盃 | 56   | 武豐     | 13   | 13   | 4    | 2:12.5 | 大和赤驥            |
| 15/12/2007 | 日本          | 中京     | 草2000 | GIII   | 愛知盃             | 57   | 李慕華   | 6    | 16   | 1    | 1:58.9 | （西野掌珠）        |
| 5/1/2008   | 日本          | 京都     | 草1600 | GIII   | 京都金盃           | 56.5 | 武豐     | 4    | 16   | 13   | 1:34.6 | 榮進代表            |
| 9/2/2008   | 日本          | 小倉     | 草1800 | JpnIII | 小倉大賞典         | 56.5 | 李慕華   | 11   | 16   | 10   | 1:48.4 | Asaka Defeat        |

## 退役後
退役後，情人節成為了繁殖雌馬，於北海道安平町北部牧場休養，在2008年進行配種。首匹子嗣Dia de la Bandera於2009年出生，可於2011年出賽。2014年6月15日，Dia de la Madre在人魚錦標取勝，成為首匹勝出分級賽的子嗣。
2020年開始不進行配種，但於2021年7月16日才由繁殖牝馬退役，繼續於北部牧場進行養老生活。
2023年4月10日，其被發現死亡，享年21歲。

### 主要子嗣

#### 分級賽優勝子嗣
2010年生
- Dia de la Madre（人魚錦標、府中牝馬錦標、愛知盃）

2013年生
- 無畏恐龍（京都兩歲錦標、京都大賞典）

### 詳細繁殖資料
| 數目     | 馬名              | 出生年 | 性別 | 父系     | 練馬師                                                           | 馬主                                     | 戰績                                  |
| -------- | ----------------- | ------ | ---- | -------- | ---------------------------------------------------------------- | ---------------------------------------- | ------------------------------------- |
| 第一匹   | Dia de la Bandera | 2009年 | 雄   | 吉兆     | 栗東・角居勝彥 →栗東・吉村圭司 →笠松・笹野博司 →高知・那俄性哲也 | Carrot Farm Co. Ltd. →杉浦和也           | 50戰5冠3亞7季（退役）                 |
| 第二匹   | Dia de la Madre   | 2010年 | 雌   | 夏威夷王 | 栗東・角居勝彦                                                   | Carrot Farm Co. Ltd.                     | 16戰6冠1亞1季（退役・繁殖） 分級賽3勝 |
| 第三匹   | 王之日            | 2011年 | 雄   | 夏威夷王 | 美浦・牧光二 →船橋・川島正一                                     | Carrot Farm Co. Ltd.                     | 38戰8冠5亞2季（退役）                 |
| 第四匹   | San Martin        | 2012年 | 雄   | 無敵先鋒 | 美浦・國枝榮 →浦和・水野貴史 →盛岡・齋藤雄一 →名古屋・安部幸夫   | Carrot Farm Co. Ltd. →齊藤秀文 →木村良明 | 44戰10冠1亞1季（退役）                |
| 第5匹    | 無畏恐龍          | 2013年 | 雄   | 無敵先鋒 | 栗東・矢作芳人                                                   | Carrot Farm Co. Ltd.                     | 31戰6冠1亞5季（退役） 分級賽2勝       |
| 第六匹   | Valdes            | 2014年 | 雄   | 無敵先鋒 | 美浦・木村哲也                                                   | Carrot Farm Co. Ltd.                     | 7戰3冠0亞1季（退役）                  |
| 第七匹   | El Diamante       | 2015年 | 雌   | 夏威夷王 | 美浦・國枝榮                                                     | Carrot Farm Co. Ltd.                     | 5戰0冠1亞2季（退役・繁殖）            |
| 第八匹   | Caudillo          | 2016年 | 雄   | 夏威夷王 | 美浦・堀宣行                                                     | Carrot Farm Co. Ltd.                     | 20戰5冠1亞0季（退役）                 |
| 第九匹   | Great Author      | 2017年 | 雄   | 小說名家 | 美浦・堀宣行                                                     | Carrot Farm Co. Ltd.                     | 17戰3冠2亞1季（退役）                 |
| 第十匹   | 尊勇神            | 2018年 | 雄   | 龍王     | 美浦・堀宣行                                                     | Carrot Farm Co. Ltd.                     | 22戰4冠6亞3季（現役）                 |
| 第十一匹 | 佳日              | 2019年 | 雄   | 無敵先鋒 | 栗東・中内田充正                                                 | Carrot Farm Co. Ltd.                     | 20戰4冠4亞2季（現役）                 |
| 第十二匹 | Me Gustas         | 2020年 | 雌   | 澤芳     | 栗東・森田直行                                                   | Carrot Farm Co. Ltd.                     | 5戰0亞0冠1季（退役）                  |
|          | （未配種）        |        |      |          |                                                                  |                                          |                                       |

## 血統簡介
父系週日寧靜是美國三冠賽雙冠馬，退役後在日本配種，在日本馬壇相當成功，贏得多項分級賽事，其子嗣贏得巨額獎金，連續12年成為日本冠軍種馬。祖父Halo爲美國賽駒，曾贏得一級賽冠軍，爲美國冠軍種馬。
母系Potrizaris為阿根廷賽駒，生涯戰績優秀，曾勝出一級賽阿根廷打吡及阿根廷橡樹大賽。外祖父Potrillazo為阿根廷馬匹，未有出賽記錄。

### 血統表
| 父線：週日寧靜系（Halo系）         |                             |                 |                |
| 種馬 週日寧靜 1986年（棕色）       | Halo 1969年（棕色）         | Hail to Reason  | Turn-to        |
| 種馬 週日寧靜 1986年（棕色）       | Halo 1969年（棕色）         | Hail to Reason  | Nothirdchance  |
| 種馬 週日寧靜 1986年（棕色）       | Halo 1969年（棕色）         | Cosmah          | Cosmic Bomb    |
| 種馬 週日寧靜 1986年（棕色）       | Halo 1969年（棕色）         | Cosmah          | Almahmoud      |
| 種馬 週日寧靜 1986年（棕色）       | Wishing Well 1975年（棗色） | Understanding   | Promised Land  |
| 種馬 週日寧靜 1986年（棕色）       | Wishing Well 1975年（棗色） | Understanding   | Pretty Ways    |
| 種馬 週日寧靜 1986年（棕色）       | Wishing Well 1975年（棗色） | Mountain Flower | Montparnasse   |
| 種馬 週日寧靜 1986年（棕色）       | Wishing Well 1975年（棗色） | Mountain Flower | Edelweiss      |
| 繁殖雌馬 Potrizaris 1995年（栗色） | Potrillazo 1982年（棗色）   | Ahmad           | Good Manners   |
| 繁殖雌馬 Potrizaris 1995年（栗色） | Potrillazo 1982年（棗色）   | Ahmad           | Azyade         |
| 繁殖雌馬 Potrizaris 1995年（栗色） | Potrillazo 1982年（棗色）   | Azalee          | Tropical Sun   |
| 繁殖雌馬 Potrizaris 1995年（栗色） | Potrillazo 1982年（棗色）   | Azalee          | Akinos         |
| 繁殖雌馬 Potrizaris 1995年（栗色） | Chaldee 1978年（栗色）      | Banner Sport    | Raise a Native |
| 繁殖雌馬 Potrizaris 1995年（栗色） | Chaldee 1978年（栗色）      | Banner Sport    | La Dauphine    |
| 繁殖雌馬 Potrizaris 1995年（栗色） | Chaldee 1978年（栗色）      | Gevar           | Right of Way   |
| 繁殖雌馬 Potrizaris 1995年（栗色） | Chaldee 1978年（栗色）      | Gevar           | Zaris          |
| 雌系：號族：2-u                    |                             |                 |                |
| 五代內近親交配：無                 |                             |                 |                |

## 命名由來
名字Dia de la Novia（ディアデラノビア）於西班牙語中，意思就是「情人節」。

## 外部連結
- 情人節 netkeiba.com （页面存档备份，存于）
- 血統表